# Turbina abutiloides
Turbina abutiloides là một loài thực vật có hoa trong họ Bìm bìm. Loài này được (Kunth) O'Donell miêu tả khoa học đầu tiên năm 1950.